# Oreotrochilus melanogaster
El colibrí pechinegro, picaflor andino negro o estrella de pecho negro (Oreotrochilus melanogaster), es una especie de ave apodiforme de la familia Trochilidae (los colibríes) perteneciente al género Oreotrochilus. Es endémico de regiones andinas de Perú.

## Distribución y hábitat
Se distribuye únicamente en la región central de Perú, en la cordillera de los Andes, en Junín y Huancavelica y localmente en las montañas adyacentes de Áncash, Lima, Pasco y Ayacucho.
Esta especie es considerada bastante común y localmente abundante en sus hábitats naturales: las laderas de la Puna, usualmente con una alta densidad de arbustos huamanpinta Chuquiraga spinosa y cactus cojín, y con algunas áreas rocosas con vegetación herbácea rica, en nichos protegidos. Frecuente en jardines y también registrado en macizos de Puya raimondii. En altitudes entre 3500 y 4400 m.

## Descripción
Mide alrededor de 14 cm de longitud y pesa unos 8,4 gr. Su pico es corto y ligeramente curvado. Su plumaje es verde broncíneo en el dorso, más oscuro en los machos, con una gorguera de color verde metálico intenso. El pecho, vientre y cola de los machos son casi completamente negras.

## Sistemática

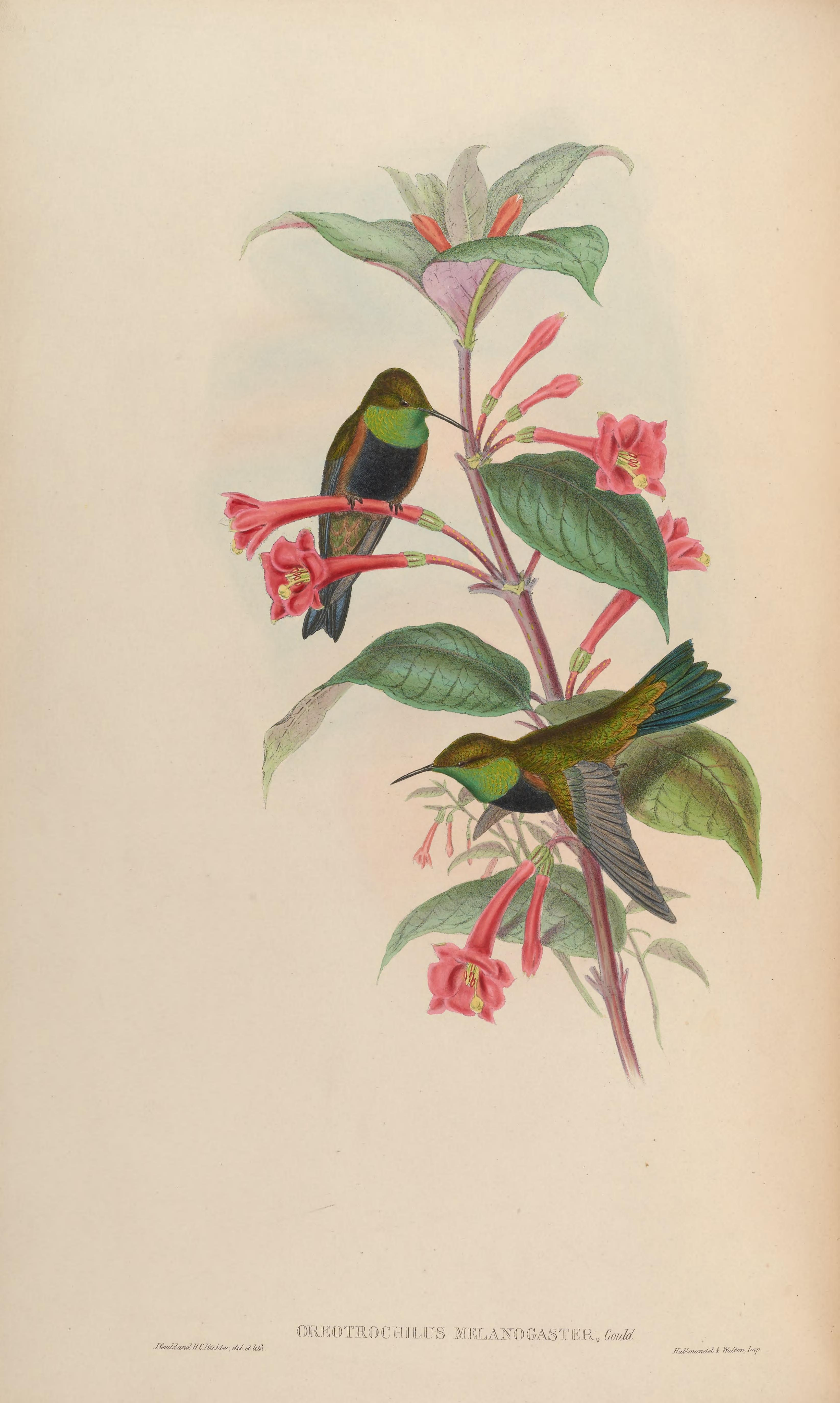
Oreotrochilus melanogaster ilustración de Gould y Richter en A monograph of the Trochilidae, or family of humming-birds 2, 1861.

### Descripción original
La especie O. melanogaster fue descrita por primera vez por el ornitólogo británico John Gould en 1846 bajo el mismo nombre científico; la localidad tipo no fue dada.

### Etimología
El nombre genérico masculino «Oreotrochilus» es una combinación de la palabra del griego «oros» que significa ‘montaña’, y del género Trochilus, denominación genérica inicial de los colibríes; y el nombre de la especie «melanogaster», se compone de las palabras del griego «melas, melanos» que significa ‘negro’ y «gastēr» que significa ‘vientre’.

### Taxonomía
Es monotípica.